# Kimiko Nishimoto
Kimiko Nishimoto (西本 喜美子, Brasil, 1928-Kumamoto, 9 de junio de 2025) es una fotógrafa japonesa de origen brasileño que se hizo popular por sus autorretratos.

## Biografía
Durante su juventud fue trabajadora del hogar, peluquera y ciclista profesional. Inició su carrera fotográfica a los 72 años, después de asistir a un curso de fotografía en una escuela cercana a su domicilio.
En 2011, celebró su primera exposición en el Museo de Arte de la prefectura de Kumamoto, y en 2018, inauguró Asobokane (Juguemos) en la galería Epson, en Tokio. Mientras que, en 2017 publicó el libro Hitori ja naiyo! Kimiko Nishimoto no sekai (¡No estás solo! El mundo de Kimiko Nishimoto) y desde el 2020 se convirtió en una celebridad en Instagram por sus autorretratos.

## Estilo artístico
Su obra se compone por fotografías de elementos abstractos, naturaleza y autorretratos. En estos últimos, fotografía situaciones extrañas o ridículas para reflejar su sentido del humor. Utiliza técnicas fotográficas, de edición y montaje digital para conseguir efectos, como el de levitación. Entre sus autorretratos más conocidos se encuentran aquellos en los que juega con sombreros, hojas o atuendos excéntricos. 